# Osmiini
Osmiini is een tribus van vliesvleugelige insecten uit de familie Megachilidae. De wetenschappelijke naam is gepubliceerd in 1834 door Edward Newman.

## Geslachten
- Afroheriades Peters, 1970
- Ashmeadiella Cockerell, 1897
- Atoposmia Cockerell, 1935
- Chelostoma Latreille, 1809
- Haetosmia Popov, 1952
- Heriades Spinola, 1808
- Hofferia Tkalcu, 1984
- Hoplitis Klug, 1807
- Hoplosmia Thomson, 1872
- Noteriades Cockerell, 1931
- Ochreriades Mavromoustakis, 1956
- Osmia Panzer, 1806 – Metselbijen
- Othinosmia Michener, 1943
- Protosmia Ducke, 1900
- Pseudoheriades Peters, 1970
- Stenoheriades Tkalcu, 1984
- Stenosmia Michener, 1941
- Wainia Tkalcu, 1980
- Xeroheriades Griswold, 1986